# Erhard Eppler

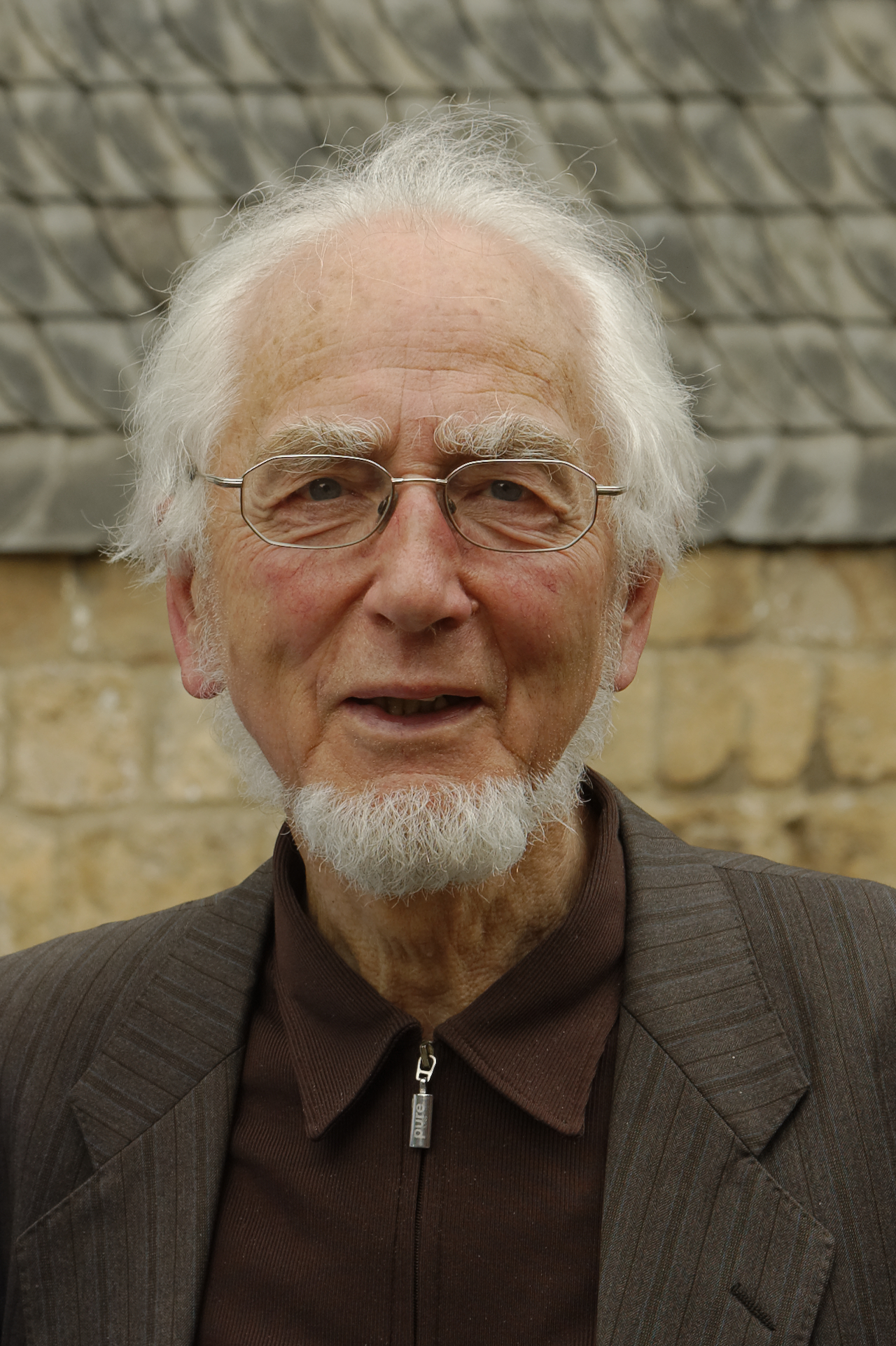
Erhard Eppler (2013)

Erhard Eppler (* 9. Dezember 1926 in Ulm; † 19. Oktober 2019 in Schwäbisch Hall) war ein deutscher Politiker der SPD. Er hatte in den 1970er und 1980er Jahren diverse Führungsämter in der SPD inne und war von 1968 bis 1974 Bundesminister für wirtschaftliche Zusammenarbeit. Von 1961 bis 1976 war er Abgeordneter im Bundestag, danach bis 1982 des baden-württembergischen Landtags. Zudem war er nach seiner politischen Laufbahn im Umfeld der evangelischen Kirche tätig, unter anderem mehrfach als Kirchentagspräsident, und war eine der herausragenden Persönlichkeiten der Friedensbewegung der 1980er Jahre.
Er galt als prominenter Vertreter des linken Parteiflügels der SPD, unterstützte jedoch die Reformen der Agenda 2010, den Kosovokrieg und den Afghanistaneinsatz der Bundeswehr im Rahmen der NATO. Im März 2014 kritisierte er den Kurs des Westens gegen Russland während der Annexion der Krim und wandte sich gegen eine „Verteufelung“ Wladimir Putins.

## Leben

### Ausbildung und Beruf
Erhard Eppler wurde in Ulm geboren und wuchs in Schwäbisch Hall auf, wo sein Vater, Richard Eppler, Leiter der Mergenthaler-Oberschule und seine Mutter Hildegard Eppler erster weiblicher Stadtrat war. Von 1943 bis 1945 nahm Eppler als Soldat am Zweiten Weltkrieg teil. Über die Umstände, wie er mit welchen, sein weiteres Leben bestimmenden Gedanken unmittelbar nach dem Weltkrieg wieder zurück nach Hause fand, erzählte Eppler in einem Gespräch mit dem Postwachstumsökonomen Niko Paech:

„Damals musste ich von Lüneburg zu Fuß in meine Heimatstadt Schwäbisch Hall laufen, in Lumpen gehüllt, denn ich hatte meine Uniform auf einem Bauernhof umgetauscht. Auf diesem Weg hatte ich viel Zeit zum Nachdenken, und da ist mir klar geworden, dass Politik immer mit Leben und Tod zu tun hat – direkt oder indirekt. Eine schlimme Politik hatte damals einen ganzen Kontinent zerstört und unendlich viele Menschen das Leben gekostet. Das hieß aber für mich auch: Verantwortliche Politik kann dafür sorgen, dass das nicht wieder passiert.“

1946 bestand Eppler das Abitur am Gymnasium bei St. Michael und absolvierte in Frankfurt am Main, Bern und Tübingen ein Lehramtsstudium für Englisch, Deutsch und Geschichte, das er 1951 mit dem ersten und 1953 mit dem zweiten Examen für das höhere Lehramt beendete. 1951 erfolgte an der Universität Tübingen seine Promotion zum Dr. phil. mit der Arbeit Der Aufbegehrende und der Verzweifelnde als Heldenfigur der elisabethanischen Tragödie. Er war bis 1961 als Lehrer am Gymnasium in Schwenningen am Neckar tätig. Eppler wohnte in Schwäbisch Hall. Nach dem Tod von Horst Ehmke war Eppler das letzte lebende Mitglied der Regierung Kiesinger. Er starb am 19. Oktober 2019 im Alter von 92 Jahren.

### Parteimitgliedschaften

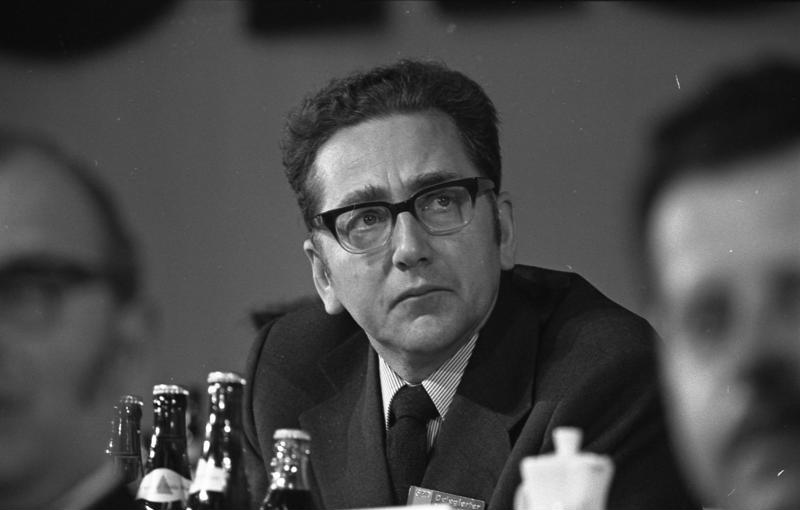
Erhard Eppler auf dem Bundesparteitag der SPD in Hannover (1973)

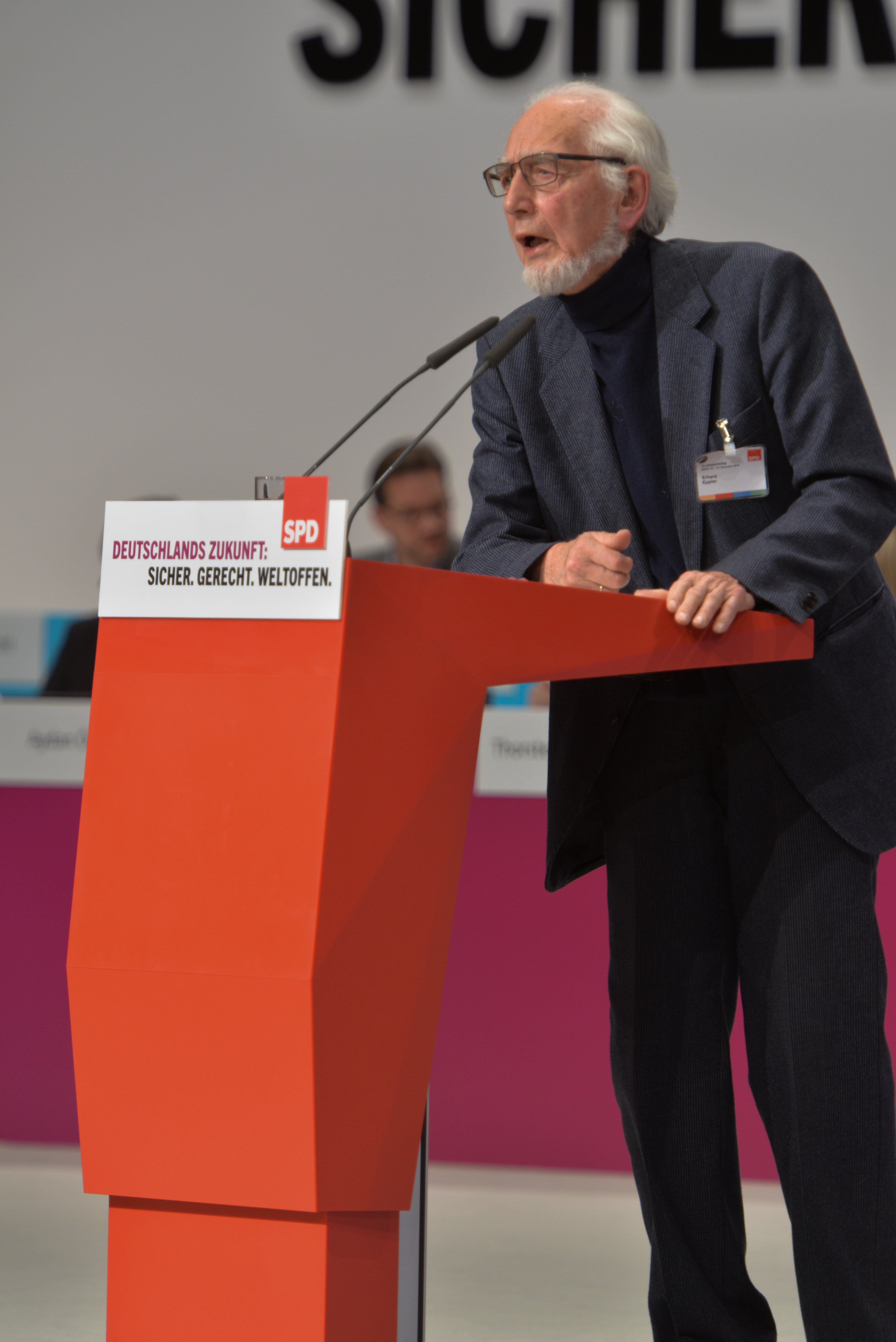
Erhard Eppler auf dem SPD-Bundesparteitag 2015 in Berlin

Eppler beantragte am 6. September 1943 im Alter von 16 Jahren die Aufnahme in die NSDAP und wurde zum 20. April 1944 aufgenommen (Mitgliedsnummer 9.881.748). Später bezeichnete er diesen Schritt als eine „Dummheit“, aber er äußerte auch: „Ich bin nicht gegen meinen Willen auf eine Liste gekommen, sondern habe es akzeptiert. So war das damals.“
1952 trat er in die von Gustav Heinemann und Helene Wessel gegründete Gesamtdeutsche Volkspartei (GVP) ein, wechselte aber, wie die meisten GVP-Mitglieder, 1956 zur SPD. Hier war er von 1970 bis 1991 Mitglied des Bundesvorstandes, von 1973 bis 1989 Präsidiumsmitglied (ausgenommen 1982–1984) sowie von 1973 bis 1992 Vorsitzender der SPD-Grundwertekommission. Seitdem war er Ehrenmitglied der Kommission.
Von 1973 bis 1981 war er Landesvorsitzender der SPD in Baden-Württemberg. Bei den Landtagswahlen 1976 und 1980 war er Spitzenkandidat der SPD für das Amt des Ministerpräsidenten von Baden-Württemberg, konnte sich jedoch gegen die Amtsinhaber Hans Filbinger (1976) bzw. Lothar Späth (1980) nicht durchsetzen.

### Abgeordneter
Eppler zog nach der Bundestagswahl 1961, nach der Bundestagswahl 1965 und nach der Bundestagswahl 1969, nach der Bundestagswahl 1972 in den Bundestag ein. 
Er war bis 1976 Mitglied des Deutschen Bundestages, seit der Bundestagswahl 1972 mit einem Direktmandat im Wahlkreis Heilbronn. 
Eppler war ab 1976 für den Wahlkreis Rottweil Mitglied des Landtags von Baden-Württemberg. Er war bis 1980 Vorsitzender der SPD-Landtagsfraktion. 
Er legte am 30. Juni 1982 sein Mandat nieder; Klaus Haischer rückte für ihn nach.

### Öffentliche Ämter
Am 16. Oktober 1968 wurde Erhard Eppler als Bundesminister für wirtschaftliche Zusammenarbeit in die von Bundeskanzler Kurt Georg Kiesinger geführte Bundesregierung berufen. Dieses Amt behielt er auch unter Bundeskanzler Willy Brandt. Nach dem Rücktritt Brandts im Mai 1974 gehörte er zunächst auch dem von Bundeskanzler Helmut Schmidt geführten Kabinett an. Wegen erheblicher Kürzungen des für sein Ministerium vorgesehenen Haushalts trat er zurück und wurde am 8. Juli 1974 von Egon Bahr abgelöst.

### Gesellschaftliches Engagement

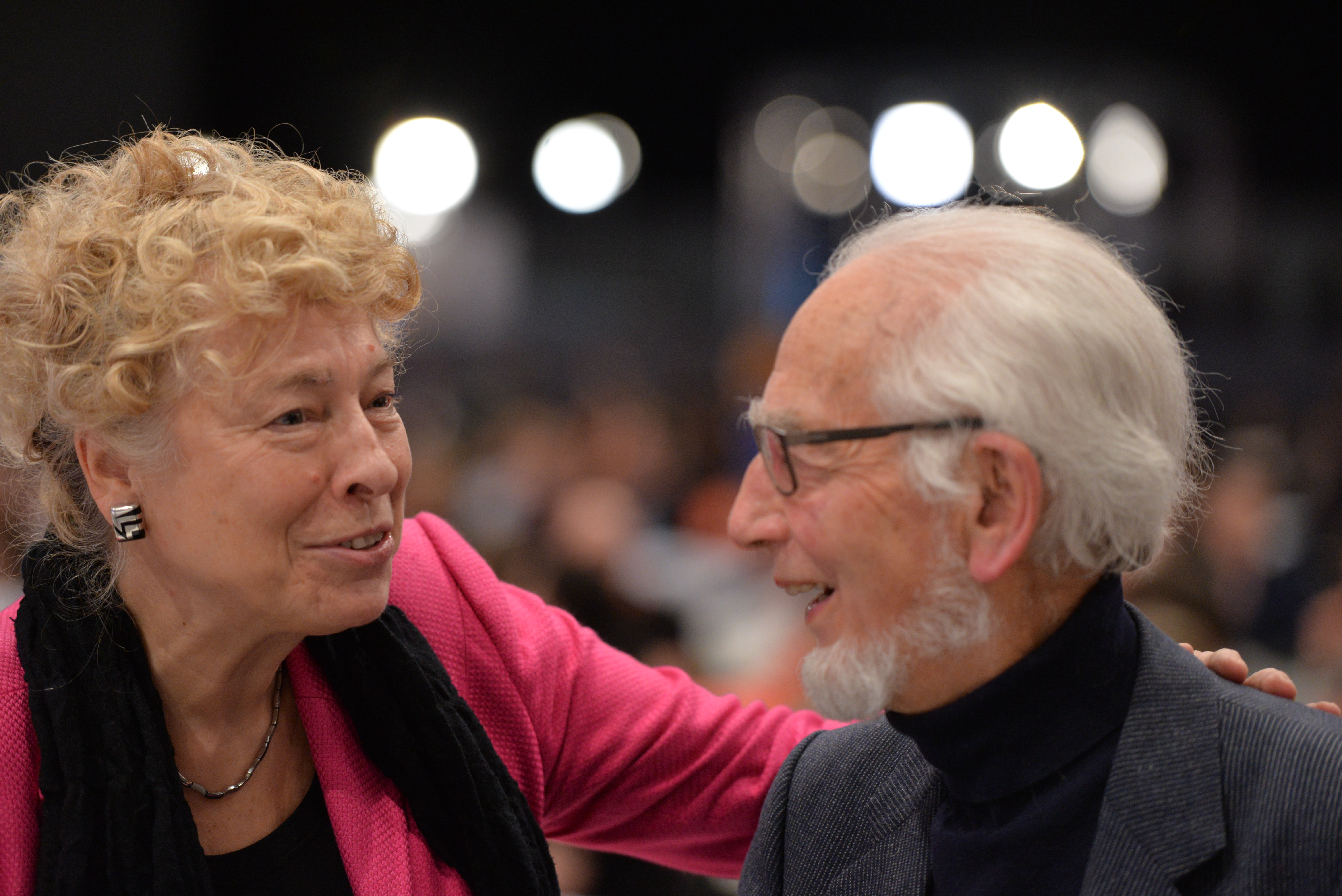
Gesine Schwan und Erhard Eppler, 2015

Nach seinem Rückzug aus der Bundespolitik widmete Erhard Eppler sich mehr seiner Arbeit in der Evangelischen Kirche in Deutschland. Unter anderem war er von 1981 bis 1983 und von 1989 bis 1991 Kirchentagspräsident.
Er war Mitglied der Evangelischen Akademikerschaft in Deutschland und des PEN-Zentrums Deutschland. 1977 war Eppler Gründungsmitglied der 2009 in der Humanistischen Union aufgegangenen Bürgerrechtsbewegung „Gustav-Heinemann-Initiative“. Außerdem gehörte Eppler dem Kuratorium des Öko-Instituts an.
Wenige Monate vor seinem Tod gründete Eppler im Januar 2019 den Erhard-Eppler-Kreis.

## Politische Positionen

### Steuerpolitik
Nachdem Alex Möller, erster Finanzminister der sozialliberalen Koalition, im Mai 1970 auf dem Saarbrücker Parteitag der SPD eine Steuerreform als ein „Jahrhundertwerk“ angekündigt hatte, dieser Ankündigung aber keine konkreten Schritte folgen ließ, beauftragte der SPD-Parteivorstand im Juni 1970 eine Kommission unter Vorsitz Epplers, damals Entwicklungshilfeminister, mit der Ausarbeitung eines Programms. Mit diesem Programm befasste sich die Arbeitsgruppe rund ein Jahr, ohne von der Regierung und der Öffentlichkeit beachtet zu werden. Das änderte sich im November 1971 mit dem Steuerparteitag der SPD. Eppler und seine Kommission betrachteten Steuerpolitik als Hebel zu gesellschaftlichen Veränderungen. In der Nachkriegszeit sei, so Eppler, der Wohlstand gewachsen, aber vornehmlich in privaten Händen. Es gelte nun, sich Gemeinschaftsaufgaben zu widmen, wie etwa dem Ausbau von Kindergärten, Schulen, Universitäten, dem Gesundheitswesen oder dem öffentlichen Nahverkehr. Die Investitionen der öffentlichen Hand und die Arbeit kommunaler und staatlicher Institutionen sollten darum – steuerfinanziert – ausgeweitet werden. Der Parteitag forderte eine deutliche Erhöhung des Spitzensteuersatzes auf 60 Prozent sowie eine Erhöhung der Körperschaftsteuer auf 56 Prozent. Karl Schiller, damals Bundesminister für Wirtschaft und Finanzen, blieb auf dem Steuerparteitag mit seiner Kritik an diesen deutlichen Erhöhungsplänen isoliert.

### Friedenspolitik
Eppler galt als einer der Exponenten des linken Parteiflügels innerhalb der SPD. Helmut Schmidt kommentierte Epplers Wirken in Bundesregierung und SPD mit dem Verdikt, er sei ein „Mann, der niemals Wahlen gewonnen hat“. Allerdings unterstützte Eppler in der zweiten Amtsperiode Gerhard Schröders die Reform-Projekte der rot-grünen Bundesregierung, etwa die Agenda 2010. Zudem befürwortete Eppler, der in den 1980er Jahren noch die Friedensbewegung unterstützt und als Hauptbetreiber der SPD-Wende gegen den NATO-Doppelbeschluss den Kanzlersturz von Schmidt (1982) mitverursacht hatte, ausdrücklich den außenpolitischen Kurs der rot-grünen Bundesregierung unter Führung von Gerhard Schröder und billigte die Intervention 1999 im Kosovo und den Afghanistan-Einsatz der Bundeswehr ab 2001.

### Russlandpolitik
Heinrich August Winkler hatte 2007 Epplers Aussage „Verglichen mit Stalins Säuberungen und Hitlers Rassenwahn ist Putins gelenkte Demokratie höchst human“ zitiert als Beispiel für einen falschen Maßstab. Im März 2014 kritisierte Eppler den Kurs des Westens gegen Russland während der Annexion der Krim im März 2014. Er wandte sich gegen eine „Verteufelung“ Wladimir Putins. Er meinte, kein russischer Präsident hätte geduldig dabei zugesehen, wie eine „eindeutig antirussische Regierung in Kiew die Ukraine in Richtung NATO zu führen“ versuche. Eppler deutete die Annexion der Krim und Russlands Krieg im Donbas als „defensive Antwort auf den erkennbaren Versuch der Nato, sich bis nach Zentralrussland auszudehnen“.

### Europapolitik
In einer Rede zu den „Weimarer Reden“ 2012 rief Eppler zu mehr Solidarität in Europa auf und erklärte, die EU mit dem Wettbewerbsprinzip voranzubringen „war und ist eine Schnapsidee“. Wettbewerb zwischen den EU-Nationen führe dazu, „dass die Staaten einander durch immer niedrigere Unternehmenssteuern Investitionen abjagen“ und begründe stärkeres Misstrauen. Auch wer über Renationalisierung klage, könnte hier einen wichtigen Grund finden.

## Ehrungen und Auszeichnungen
- 1973: Großes Verdienstkreuz der Bundesrepublik Deutschland[26]
- 1988: Wilhelm-Dröscher-Preis
- 1992: Verdienstmedaille des Landes Baden-Württemberg
- 2001: Großes Verdienstkreuz mit Stern und Schulterband der Bundesrepublik Deutschland[27]
- 2002: Ehrenpromotion zum Dr. phil. h. c. an der Universität Augsburg[28]
- 2006: Preis Das politische Buch 2006 der Friedrich-Ebert-Stiftung für sein 2005 erschienenes Buch Auslaufmodell Staat?
- 2009: Silberne Brenz-Medaille der Evangelischen Landeskirche Württembergs[29]
- 2014: Ehrentitel Professor[30]
- 2015: Ehrenbürger der Stadt Schwäbisch Hall

- 2021 benannte die Stadt Schwäbisch Hall den zentralen Veranstaltungssaal im Haus der Bildung in Erhard-Eppler-Saal um.[31]

## Veröffentlichungen
- 1961: Liberale und soziale Demokratie. Zum politischen Erbe Friedrich Naumanns. (28 S.) Ring-Verlag, Villingen 1961, DNB 451130790.
- 1968: Spannungsfelder. Beiträge zur Politik unserer Zeit. (284 S.) Seewald-Verlag, Stuttgart 1968, DNB 456551123.
- 1971: Wenig Zeit für die Dritte Welt. (136 S.) Verlag W. Kohlhammer, Stuttgart 1971. Urban-Taschenbuch, DNB 720042437.
- 1974: Maßstäbe für eine humane Gesellschaft. Lebensstandard oder Lebensqualität? (101 S.) Kohlhammer, Stuttgart 1974, ISBN 3-17-001903-1.
- 1975: Ende oder Wende. Von der Machbarkeit des Notwendigen. (165 S.) Kohlhammer, Stuttgart 1975. DTV, 1976 bis 1981, ISBN 3-423-01221-8.[32]
- 1981: Wege aus der Gefahr. Über den NATO-Doppelbeschluss 1979, 240 Seiten, Rowohlt, Reinbek 1981 bis 1985, ISBN 3-498-01622-9.
- 1982: mit Michael Ende und Hanne Tächl: Phantasie, Kultur, Politik. Protokoll eines Gesprächs. (143 S.) Weitbrecht, Stuttgart 1982, ISBN 3-522-70020-1.
- 1983: Die tödliche Utopie der Sicherheit. Rowohlt, Hamburg 1983, ISBN 3-498-01631-8.
- 1986: Einsprüche. Zeugnisse einer politischen Biographie. Hrsg. von A. Bregenzer, W. Brinkel und G. Erler. Dreisam, Freiburg/B. 1986, ISBN 3-89125-239-0.
- 1990: Reden auf die Republik. Deutschlandpolitische Texte 1952–1990. Hrsg. von Wolfgang Brinkel. Kaiser, München 1990, ISBN 3-459-01857-7.[33]
- 1990: Plattform für eine neue Mehrheit. Ein Kommentar zum Berliner Programm der SPD. Dietz, Bonn 1990, ISBN 3-8012-0158-9. (PiT, Bd. 1, DNB 017232538).
- 1992: Kavalleriepferde beim Hornsignal. Die Krise der Politik im Spiegel der Sprache. (Edition Suhrkamp 1788 = NF 788) Suhrkamp, Frankfurt am Main 1992, ISBN 3-518-11788-2.
- 1994: Als Wahrheit verordnet wurde. Briefe an meine Enkelin. Insel-Verlag, Leipzig 1994, ISBN 3-458-16640-8.
- 1996: Komplettes Stückwerk. Erfahrungen aus fünfzig Jahren Politik. (299 S.) Insel-Verlag, Leipzig 1996, ISBN 3-458-16770-6.
- 1998: Die Wiederkehr der Politik. (310 S.) Insel-Verlag, Leipzig 1998, ISBN 3-458-16925-3.
- 2000: Privatisierung der politischen Moral? (Edition Suhrkamp, Standpunkte, 2185) Suhrkamp, Frankfurt am Main 2000, ISBN 3-518-12185-5.
- 2000: Was braucht der Mensch? Vision: Politik im Dienst der Grundbedürfnisse. (205 S.) Campus, Frankfurt am Main 2000, ISBN 3-593-36041-1.
- 2002: Vom Gewaltmonopol zum Gewaltmarkt. Die Privatisierung und Kommerzialisierung der Gewalt. Edition Suhrkamp, Frankfurt am Main 2002, ISBN 3-518-12288-6.
- 2005: Auslaufmodell Staat? (Edition Suhrkamp 2462) Suhrkamp, Frankfurt am Main 2005, ISBN 3-518-12462-5.[34]
- 2008: Eine Partei für das zweite Jahrzehnt: die SPD? (90 S.) Vorwärts-Buch, Berlin 2008, ISBN 978-3-86602-175-4.
- 2009: Der Politik aufs Maul geschaut. Kleines Wörterbuch zum öffentlichen Sprachgebrauch. (193 S.) Dietz, Bonn 2009, ISBN 978-3-8012-0397-9.
- 2011: Eine solidarische Leistungsgesellschaft. Epochenwechsel nach der Blamage der Marktliberalen. Dietz, Bonn 2011, ISBN 978-3-8012-0422-8.
- 2015: Links leben. Erinnerungen eines Wertkonservativen. (335 S.) Propyläen-Verlag, 2015, ISBN 3-549-07465-4. Ullstein-eBooks, Berlin 2015, DNB 1078018715.
- 2016: mit Niko Paech: Was Sie da vorhaben, wäre ja eine Revolution. Ein Streitgespräch über Wachstum, Politik und eine Ethik des Genug. oekom, München 2016, ISBN 3-86581-835-8.[35]
- 2018: Trump – und was tun wir? Der Antipolitiker und die Würde des Politischen. (128 S.) Dietz, Bonn 2018, ISBN 978-3-8012-0529-4.